# إيفانغيلينا غارسيا برنس
إيفانغيلينا غارسيا برنس (بالإسبانية: Evangelina García Prince) هي عالمة الإنسان فنزويلية، ولدت في 30 سبتمبر 1934 في لا غوايرا في فنزويلا، وتوفيت في 3 يونيو 2019.